# Dan Halutz
Dan Halutz (in ebraico דני חלוץ, ; Tel Aviv, 7 agosto 1948) è un generale israeliano dell'aeronautica militare (IAF); è stato inoltre capo di stato maggiore generale delle Forze di Difesa Israeliane (IDF) nonché comandante dell'IAF.

## Biografia
Halutz nacque da famiglia Mizrahì con origini in Iraq a Iran. Ha ottenuto una laurea in economia presso l'Università di Tel Aviv e una seconda presso la Harvard Business School.

## Carriera militare

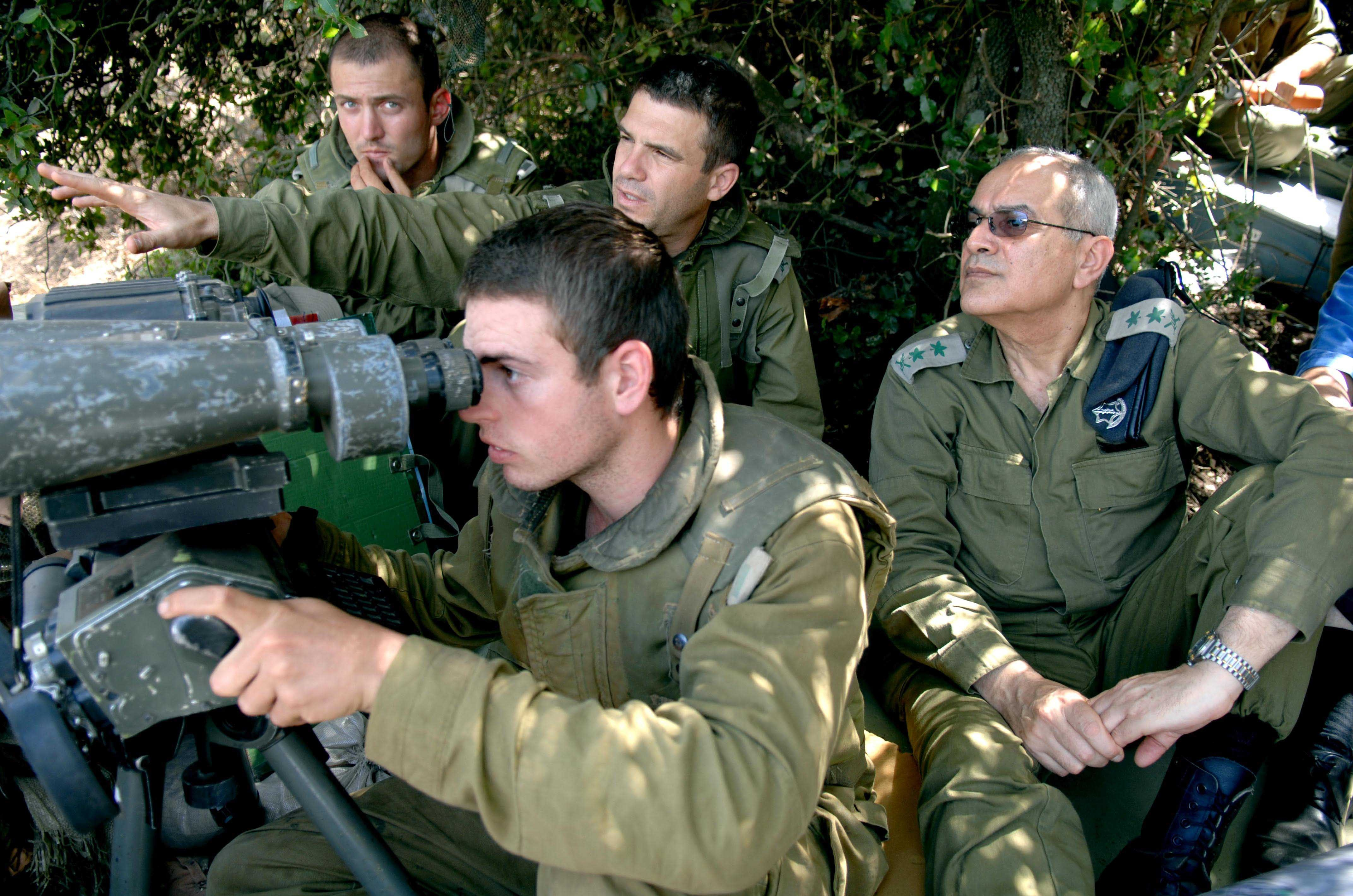
Halutz durante la guerra in Libano del 2006

Halutz si arruolò nell'aeronautica militare israeliana nel 1966 laureandosi alla scuola di volo di combattimento nel 1968.
Inquadrato nel primo squadrone di Phantom F-4 della IAF, prese parte a 40 operazioni nel corso della guerra d'attrito. Subito dopo la guerra lasciò la vita militare per proseguire gli studi, ma venne richiamato allo scoppio della guerra del Kippur nel 1973, durante la quale portò a termine 43 missioni, abbattendo 3 aerei nemici.
Lasciata nuovamente la vita militare nel 1978, vi ritornò nel 1982 ricevendo l'addestramento per i nuovi F-16. Nel 1984 fu messo a capo di uno squadrone di Phantom F-4. Nel 1986 fu nominato responsabile del progetto IAI Lavi. Dopo che il progetto fu abbandonato per pressioni americane, nel 1991 Halutz fu nominato comandante della base aerea di Hatzor.
Nel 1993 fu promosso al grado di brigadier generale mentre nel 1995 fu nominato capo del quartier-generale dell'aeronautica militare.
Nel 1998 ottenne il grado di maggior generale e nel 1999 fu nominato capo della sezione operativa nello staff generale dell'IDF.
Nel 2000 fu nominato comandante dell'aeronautica militare d'Israele (IAF). Nel corso del suo mandato dovette affrontare la seconda intifada, dimostrando tuttavia capacità da leader innovativo e carismatico. Halutz si impegnò nel coordinamento con le forze di terra e con lo Shin Bet e nell'ammodernamento dell'aeronautica, puntando alla riduzione di incidenti per i soldati israeliani e, al contempo, al miglioramento della precisione degli attacchi. La strategia di Halutz si fondava su un uso massiccio di droni e omicidi mirati dei leader palestinesi.
Nel 2004 divenne vice-capo di stato maggiore generale e il 1º giugno 2005 capo di stato maggiore generale delle IDF, su nomina del ministro della difesa Shaul Mofaz, con il grado di tenente generale (Rav Aluf).
Il 17 gennaio 2007, Halutz rassegnò le dimissioni in seguito ad accuse molto pesanti da parte della Knesset in merito alla sua condotta durante la guerra del Libano del 2006.

## Questioni controverse

### Omicidi mirati
Tra i principali contributi di Halutz all'ammodernamento delle forze armate israeliane, il più rilevante consiste nell'aver migliorato il coordinamento con lo Shabak al fine di poter mettere in opera i cosiddetti omicidi mirati ai danni di militanti palestinesi, pochi minuti dopo le informazioni ricevute dai servizi segreti.
La notte del 23 luglio 2002, un F-16 della IAF sganciò una bomba da una tonnellata su un edificio residenziale a Gaza, con l'obiettivo di uccidere il militante di Ḥamās Salah Shahada. L'edificio era situato all'interno di un quartiere densamente abitato e il bombardamento ebbe come conseguenza la morte di decine di civili, tra cui molti bambini. Il primo ministro di Israele Ariel Sharon definì l'operazione "uno dei nostri più grandi successi", salvo ritrattare successivamente affermando che "se avessi saputo degli esiti, avrei fatto posporre l'assassinio". Hamas reagì interrompendo la tregua agli attacchi verso i civili, armando l'attacco suicida del 31 luglio contro l'università di Gerusalemme, uccidendo 7 civili.
Oltre la condanna da parte della comunità internazionale, Halutz fu duramente criticato da esponenti di sinistra della Knesset. Centristi ed esponenti di destra difesero invece l'operato di Halutz, che fu proposto come vice-capo di stato maggiore generale. I primi presentarono una petizione alla Corte suprema di Israele, chiedendo il ritiro della nomina. Nel 2005 la Corte suprema respinse infine la petizione, in seguito alle chiarificazioni presentate da Halutz circa l'episodio dell'assassinio di Shahada.

### Ordine di bombardare edifici civili
Il 24 luglio 2006 la radio ufficiale delle IDF ha trasmesso i dettagli di un ordine emesso da Halutz:
Il rapporto fu condannato dall'Associazione dei Diritti Civili in Israele, che aveva indirizzato una lettera al ministro della difesa Peretz criticandone la violazione dei diritti umani e accusando Halutz di aver perpetuato crimini di guerra.

### Scandalo investimenti
Il 15 agosto 2006 fu resa pubblica la vendita del proprio portafoglio di investimenti da parte di Halutz tre ore dopo il rapimento dei due soldati israeliani nel corso dell'attacco di Zar'it-Shtula, l'episodio che diede origine alla guerra del Libano del 2006. Sebbene l'operazione finanziaria fosse tecnicamente legale e ristretta ai soli membri del gabinetto (per mezzo di blind trust), il revisore contabile di Stato Micha Lindenstrauss ne aveva proposto l'estensione anche agli ufficiali di alto rango.
In seguito allo scandalo molti esponenti della Knesset avevano chiesto le dimissioni di Halutz. Il 17 agosto lo stesso Halutz aveva respinto ogni richiesta di dimissioni dichiarando che le pubblicazioni erano "deboli e tendenzionse". Halutz ammise tuttavia di aver venduto l'equivalente di 21.500 euro in azioni nelle tre ore seguenti il rapimento da parte di Hezbollah ma dichiarò che la vendita non era correlata con lo scoppio del conflitto libanese, criticando inoltre la diffusione di informazioni finanziarie personali.